# Hans Korte (Offizier)
Hans Korte (* 16. Dezember 1899 in Dannenberg (Elbe); † 8. April 1990 in Utting am Ammersee) war ein deutscher Generalmajor der Luftwaffe im Zweiten Weltkrieg.

## Leben
Korte trat am 1. März 1918, in der Endphase des Ersten Weltkriegs, in das kaiserliche Heer ein. Nach Kriegsende wurde er in die Reichswehr übernommen und diente bei der Kavallerie. Nachdem er am 1. Dezember zum Leutnant ernannt wurde, erfolgte am 1. Februar 1928 die Beförderung zum Oberleutnant. Ab 1929 nahm er an geheimen Flugbeobachterlehrgängen in der Sowjetunion teil. Vom 1. Oktober 1933 bis zum 30. Juni 1935 erhielt er eine Generalstabsausbildung an der Heereskriegsakademie in Berlin. In dieser Zeit wurde er zum Hauptmann befördert und wechselte offiziell zur neu gegründeten Luftwaffe. 
Dort übernahm er die Aufgabe eines Ersten Generalstabsoffiziers im Luftkreiskommando III in Dresden. Am 1. Juli 1936 wechselte er in den Generalstab der Luftwaffe, wo er wenig später zum Major befördert wurde. Am 31. März 1938 übernahm er als Gruppenkommandeur die I. Gruppe des Kampfgeschwaders 255 (ab 1. Mai 1939 umbenannt in Kampfgeschwader 51). Diese lag bei Beginn des Zweiten Weltkrieges auf süddeutschen Basen und nahm nicht an den Kämpfen in Polen teil. Am 18. Dezember 1939 gab er die Führung der Gruppe ab und übernahm am 21. Dezember die Führung einer Abteilung im Reichsluftfahrtministerium. Zum 23. Mai 1940 übernahm er mit der III. Gruppe des Kampfgeschwaders 55 erneut eine Bombergruppe. Diese nahm mit der zweimotorigen Heinkel He 111 P gerade am Westfeldzug teil. Nach der Beförderung zum Oberstleutnant am 24. Juni 1940, übernahm er am 15. August 1940 das Amt des Geschwaderkommodore des Kampfgeschwaders 55. Mit Korte an der Spitze, nahm das Geschwader an der Luftschlacht um England teil. Zum 1. Februar 1941 wechselte er als Chef des Generalstabes zum Luftgaukommando I nach Königsberg, wo ihm am 1. März die Beförderung zum Oberst erreichte. Am 20. Juli 1941 übernahm er vertretungsweise das Amt des Kommandierenden Generals und Befehlshabers des Luftgaukommandos Südost, bevor er den Generalstab dieses Kommandos übernahm. Am 11. Februar 1942 wurde er Kommandeur der 2. Fliegerdivision und danach der 17. Luftwaffen-Felddivision. Am 1. Dezember 1942 übernahm er dann die 13. Luftwaffen-Felddivision als Kommandeur, verbunden mit der Beförderung zum Generalmajor am 1. Juli 1943. Am 2. November 1943 wechselte er in den Stab der Luftflotte 1, bevor er am 4. Januar 1944 vertretungsweise die 1. Fallschirmjäger-Division als Kommandeur übernahm. Ab 22. Februar 1944 kehrte er zur 2. Fliegerdivision zurück und führte diese bis zum 6. September 1944. Danach übernahm er den Posten eines Kommandierenden Generals der Deutschen Luftwaffe in Griechenland, wo er am 30. September 1944 das Ritterkreuz des Eisernen Kreuzes erhielt. Nachdem er ab dem 3. Oktober 1944 zeitweilig kein Kommando mehr innegehabt hatte, wurde er in der Endphase des Krieges zum Kommandierenden General des Luftwaffen-Auffangstabes West ernannt. Am 9. Mai 1945, nach der bedingungslosen Kapitulation der Wehrmacht, kam er in britische Kriegsgefangenschaft, in der er bis zum 31. Oktober 1947 verblieb.